# Fossalta di Piave
Fossalta di Piave – miejscowość i gmina we Włoszech, w regionie Wenecja Euganejska, w prowincji Wenecja.
Według danych na rok 2004 gminę zamieszkiwało 4018 osób, 446,4 os./km².